# 岩下志麻
岩下 志麻（いわした しま、1941年〈昭和16年〉1月3日 - ）は、日本の女優。東京府東京市京橋区（現在の東京都中央区）銀座生まれ。本名：篠田 志麻（しのだ しま）。
俳優・野々村潔と元新劇女優・山岸美代子の長女として生まれた。4代目河原崎長十郎は義理の伯父に当たる。夫は映画監督の篠田正浩。弟は元俳優の岩下亮。松竹の看板女優の一人として活躍した。
身長165cm、体重48kg、血液型A型。グランパパプロダクション所属。

## 来歴

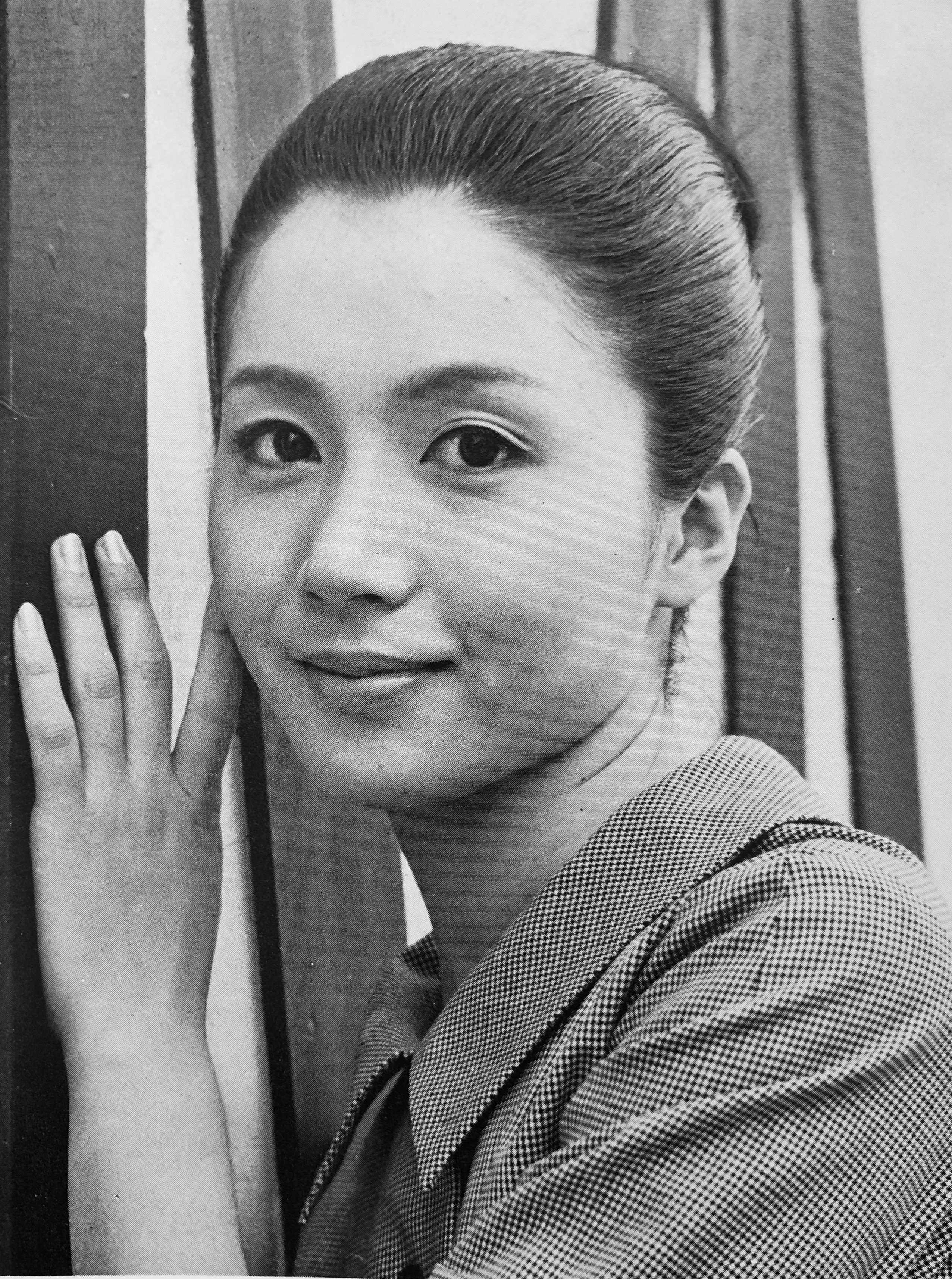
1965年

生まれは銀座四丁目。生後すぐに大森に転居。3歳で麻疹と肺炎を併発して、生死の境をさまよう大病をし、空気のよい鵠沼海岸へ引っ越した。その後、伯母の山岸しづ江が前進座リーダー河原崎長十郎と結婚した関係で、一家は吉祥寺の前進座住宅の近くで暮らす。武蔵野市立第三小学校、武蔵野市立第三中学校を経て、東京都立武蔵高等学校から明星学園高等学校へ編入。1962年に成城大学文芸学部を中退。
中学時代に精神科医への道を志すも16歳から17歳の頃に小児リウマチを患い長期入院したことで断念。気分転換にと1958年のNHKドラマ『バス通り裏』に十朱幸代の友人役として出演。これが女優人生の始まりであり、映画では2年後の1960年（昭和35年）の『乾いた湖』（篠田正浩監督）でデビューした。松竹には1960年から1976年（昭和51年）まで16年に渡って在籍し、その屋台骨を支えた。1962年（昭和37年）、小津安二郎の遺作となった映画『秋刀魚の味』のヒロインに抜擢された。小津は次回作『大根と人参』も岩下をヒロインに想定して構想を練っていた。今でも海外に行った時には、小津について質問を受けることが大変多いと岩下は語っている。
1966年（昭和41年）3月3日（木曜日）、映画監督の篠田正浩と京都の大徳寺高桐院にて仏前結婚式を挙げる。篠田の松竹退社後、2人で独立プロダクション「表現社」を立ち上げる。『心中天網島』（1969年）は興行的にも成功をおさめ、『無頼漢』（1970年）、『沈黙　SILENCE』（1971年）などの作品を発表した表現社は軌道にのり、岩下は1973年に長女を出産。女優、妻、母という3つの顔を持ったことで悩むことが多くなり、2年程は鬱々とした時期を過ごすが、1977年の『はなれ瞽女おりん』でカメラの宮川一夫や共演者の原田芳雄らに助けられながら、おりんという役を演じきったことで達成感を得て壁を破り、女優を続けていく覚悟を決めた。
40代に入ってからは映画『極道の妻たち』シリーズへの出演(この間制作された10作品中8作品で主演)が有名だが
、日本メナード化粧品のCMに長く出演していることも広く知られており、2000年（平成12年）に28年という、専属タレント契約としては世界最長の記録が『ギネス・ワールド・レコーズ』に認定された。しかし、山本海苔店と専属タレント契約を締結している山本陽子の契約年数が、42年と岩下を大きく上回ることが判明し、2010年にこちらがギネス記録として認定された。
1999年着物メーカーの京都丸紅よりブランド「きもの志麻」を発表し、着物デザイナーとしてデビュー。
2000年に発表された『キネマ旬報』の「20世紀の映画スター・女優編」で日本女優の10位、同号の「読者が選んだ20世紀の映画スター女優」でも第10位になった。
2004年（平成16年）、紫綬褒章を受章。
2012年（平成24年）、旭日小綬章を受章。

## 人物
趣味は旅行（一人旅）や陶芸。プロ野球では阪神タイガースのファン。ただし過去に王貞治のファンを公言しており、雑誌で何度か対談している。
役柄では激しい、気の強いキャラクターが多いが、これは長年の映画の撮影で監督やプロデューサーに𠮟咤激励を受けて必死に演じてきた結果そういうイメージが付いてきただけで、実像は“駆けずのお志麻”とあだ名される、おしとやかでのんびりしたタイプであり、バラエティ出演の際は昔から天然ボケが激しい性格だと告白している。
夫の隠し子を虐待死させる映画『鬼畜』では役にのめりこんでしまい、子供の正直さが顔に出てはいけないと顔合わせの段階から子役たちとは口も利かずに終始睨みつけ、一番年下の子を演じた石井旬に至っては監督の現場指示もあってご飯を喉に窒息寸前まで詰めさせるという演技ですっかり怯えられた。後年『鬼畜』がテレビ放送された際、視聴した知り合いの新聞記者の子供から電話口で「おばちゃんのバカヤロー！」と怒鳴られたという。
聞き書きでの回想『美しく、狂おしく 岩下志麻の女優道』では、岩下は「他の人間になれることが、私の女優としての最大の喜びです」と語っている。
『極道の妻たち』シリーズで監督を務めた中島貞夫によると、「岩下は衣装へのこだわりが人一倍強く着物の知識も衣装さん顔負けだった」。岩下は、「極妻」では一日がかりで念入りに衣装合わせを行い「共演者スタッフの中で誰よりも一緒に作品を作っている感覚が強かった」と評されている。
屈伸運動やストレッチ体操、竹ふみ、太極拳を毎日行うなど健康には気をつけている。体重は20年間変化が無く、白髪染めも使用していないという。
霊感が強く、映画『悪霊島』に出演した際、製作者だった角川春樹に「背後に黒い悪魔が見える」と何度も言っていたという。

## 受賞・受章
1962年
- 『わが恋の旅路』で第12回ブルーリボン賞新人賞

1965年
- 『五瓣の椿』で第15回ブルーリボン賞主演女優賞

1977年
- 『はなれ瞽女おりん』で第2回報知映画賞主演女優賞、翌年第20回ブルーリボン賞主演女優賞、第1回日本アカデミー賞最優秀主演女優賞

1989年
- 第43回毎日映画コンクール田中絹代賞

1991年
- 第2回日本ジュエリーベストドレッサー賞50代部門

1993年
- 『新極道の妻たち 覚悟しいや』で第6回日刊スポーツ映画大賞主演女優賞

2004年
- 紫綬褒章

2007年
- 第18回日本ジュエリーベストドレッサー賞60代以上部門

2012年
- 旭日小綬章

## 出演作品

### 映画
- 笛吹川（1960年、松竹）
- 秋日和（1960年、松竹）
- 乾いた湖（1960年、松竹）

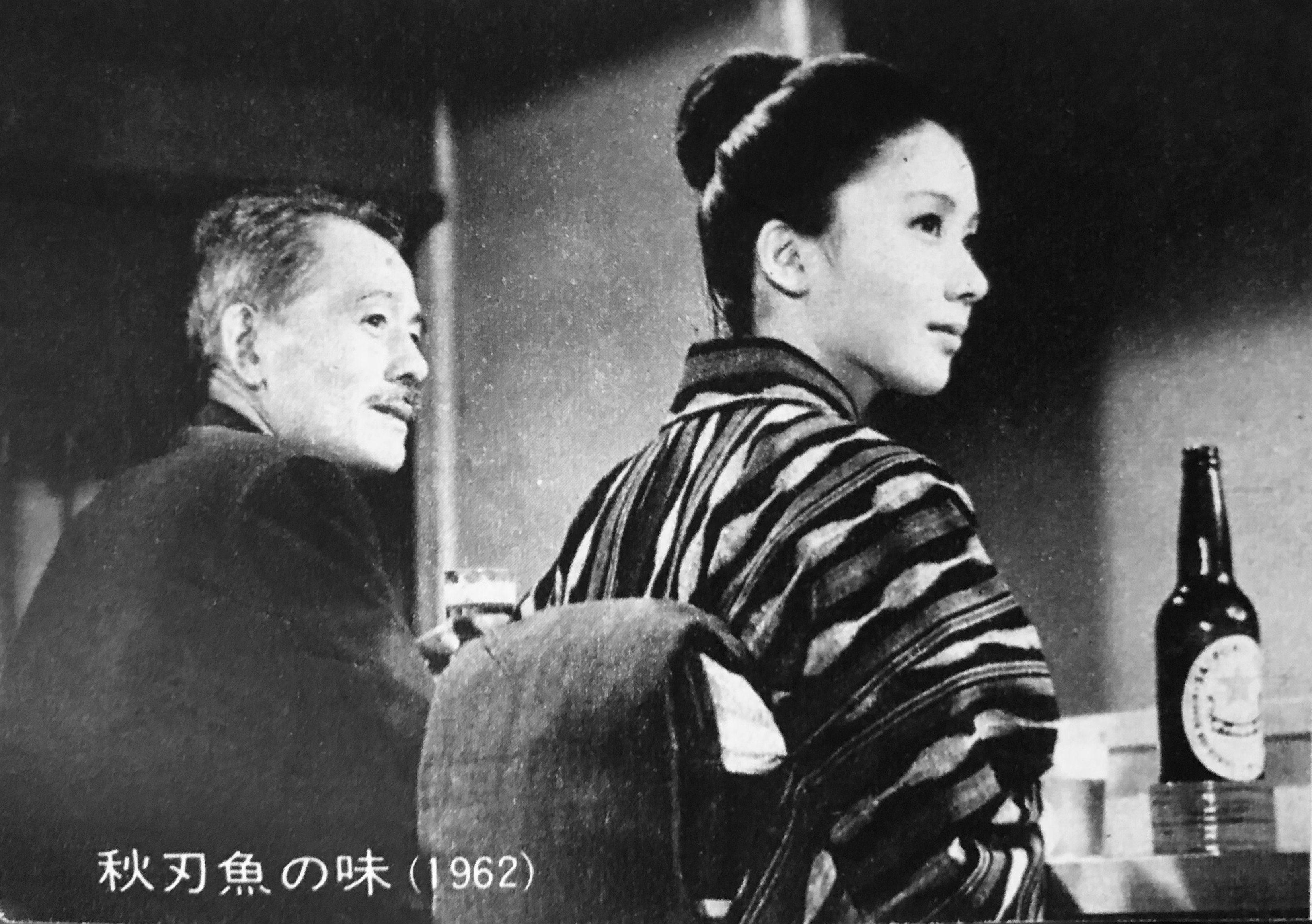
『秋刀魚の味』（1962年）

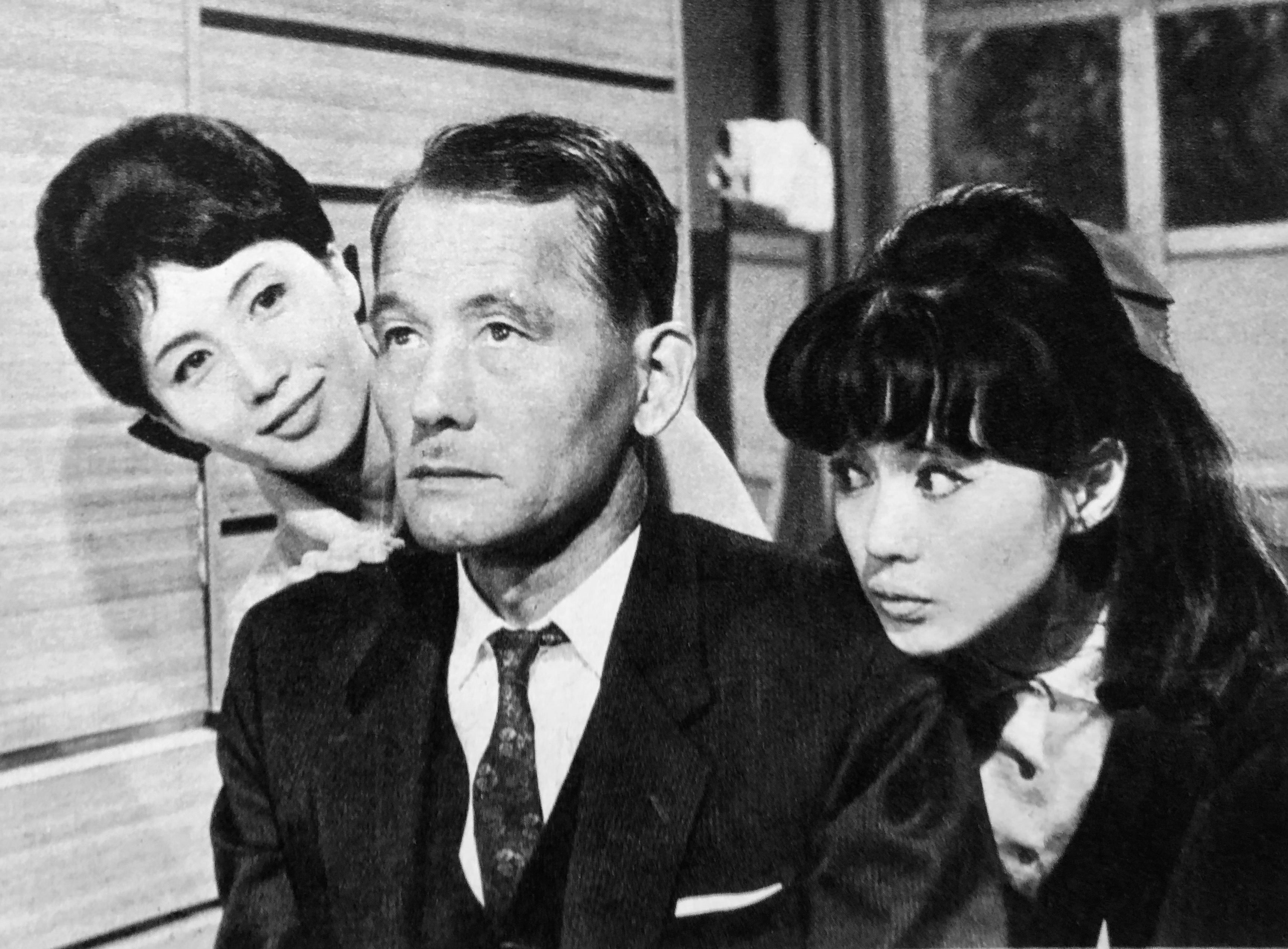
『大根と人参』（1965年）

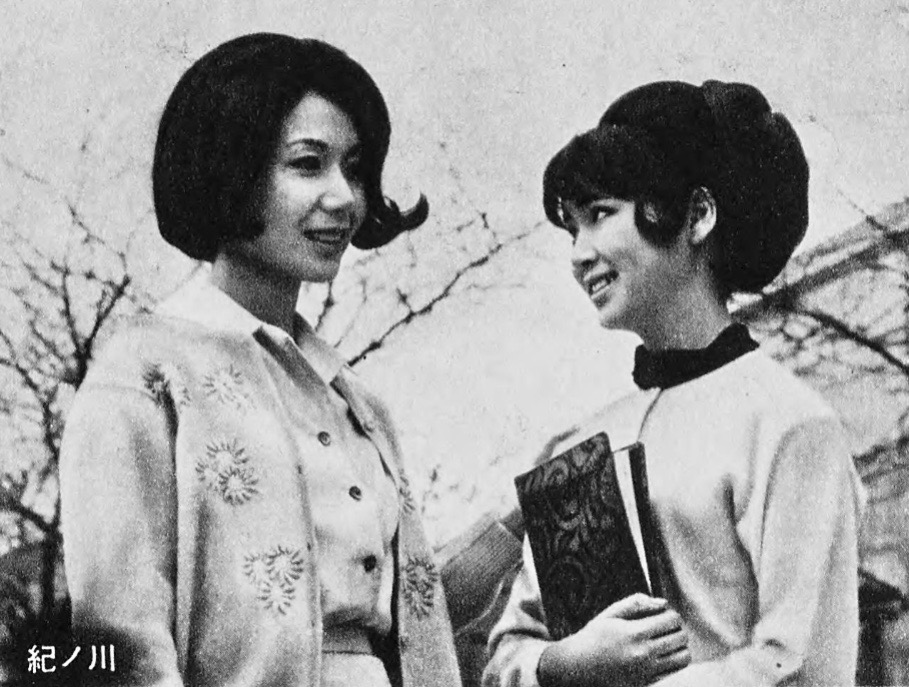
『紀ノ川』（1966年）

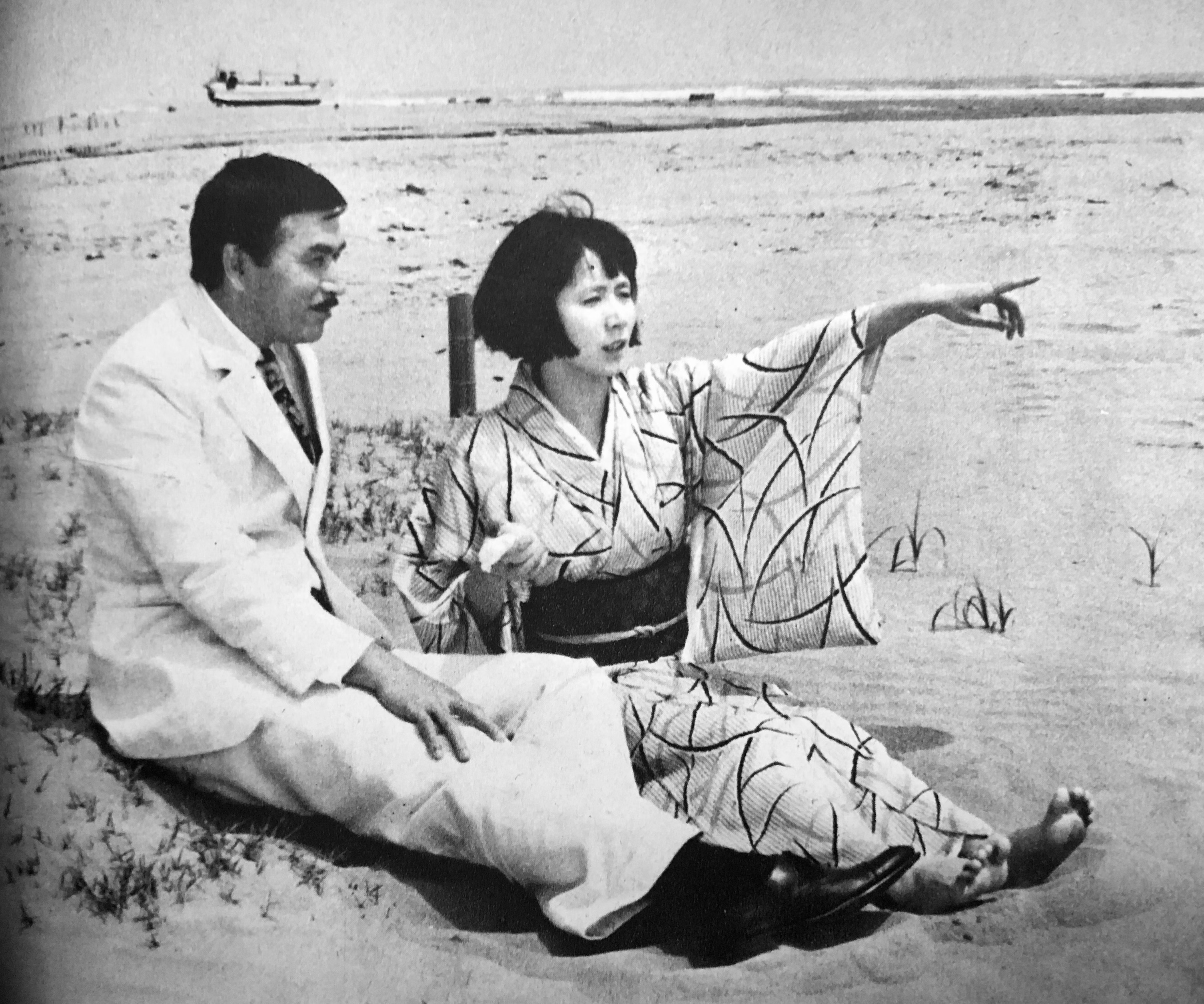
『智恵子抄』（1967年）

- 浮気のすすめ 女の裏窓（1960年、松竹）
- 真昼の罠（1960年、松竹）
- 渦（1961年、松竹）
- あの波の果てまで・前編（1961年4月、松竹） ※台湾でも上映
- あの波の果てまで・後編（1961年6月、松竹）
- あの波の果てまで・完結編（1961年11月、松竹）
- 女舞（1961年、松竹）
- わが恋の旅路（1961年、松竹）
- 夕陽に赤い俺の顔（1961年、松竹）
- 好人好日（1961年、松竹）
- 京化粧（1961年、松竹）
- 切腹（1962年、松竹） ※第16回カンヌ国際映画祭審査員特別賞受賞作品
- 義士始末記（1962年、松竹）
- 山の讃歌 燃ゆる若者たち（1962年、松竹）
- ちんじゃらじゃら物語（1962年、松竹）
- 秋刀魚の味（1962年、松竹）
- 千客万来（1962年、松竹）
- この日美わし（1962年、松竹）
- 八十八夜の月 京子の初恋（1962年、松竹）
- 三人娘乾杯!（1962年、松竹）
- 学生芸者 恋と喧嘩（1962年、松竹）
- 歌え若人達（1963年、松竹）
- 古都（1963年、松竹） ※第36回アカデミー賞外国語映画賞本選ノミネート作品
- 風の視線（1963年、松竹）
- あの人はいま（1963年、松竹）
- 花の咲く家（1963年、松竹） ※インドネシアロケが行われた。1993年の東海テレビの同名ドラマとは別作品
- 島育ち（1963年、松竹） ※田端義夫の同名ヒット曲の映画化
- 結婚式・結婚式（1963年、松竹）
- 死闘の伝説（1963年、松竹）
- 100万人の娘たち（1963年、松竹）
- 結婚の設計（1963年、松竹）
- 続・拝啓天皇陛下様（1964年、松竹）
- 道場破り（1964年、松竹）
- 駆逐艦雪風（1964年、松竹）
- 寝言泥棒（1964年、松竹）
- いいかげん馬鹿（1964年、松竹）
- 暗殺（1964年、松竹）
- 五瓣の椿（1964年、松竹）
- 馬鹿が戦車でやって来る（1964年、松竹）
- 獣の剣（1965年、松竹）
- 大根と人参（1965年、松竹）
- あねといもうと（1965年、松竹）
- 雪国（1965年、松竹） - 駒子
- 素敵な今晩わ（1965年、松竹）
- 処刑の島（1966年）
- 暖春（1966年、松竹 / ※ ビデオ化）
- 紀ノ川 花の巻 / 文緒の巻（1966年、松竹） ※ハワイでも上映された
- 春一番（1966年、松竹）
- 暖流（1966年、松竹） - 志摩啓子
- 命果てる日まで（1966年、松竹）
- おはなはん・第1部（1966年7月、松竹） ※同名のNHK朝の連続テレビ小説の映画化
- おはなはん・第2部（1966年10月、松竹）
- あかね雲（1967年）
- 智恵子抄（1967年、松竹） ※第40回アカデミー賞外国語映画賞本選ノミネート作品
- 激流（1967年、松竹）
- 女の一生（1967年、松竹）
- 宴（1967年、松竹）
- 春日和（1967年、松竹）
- 祇園祭（1968年、日本映画復興協会／中村プロ／松竹）
- 爽春（1968年、松竹）
- 心中天網島（1969年） - おさん / 小春 役[10]
- でっかいでっかい野郎（1969年、松竹）
- 七つの顔の女（1969年、松竹） ※岩下が様々なコスプレに挑戦したコメディー映画
- わが恋わが歌（1969年、松竹）
- 日も月も（1969年、松竹）
- 赤毛（1969年、東宝）
- 無頼漢（1970年、東宝 / にんじんくらぶ） - 三千歳
- 影の車（1970年、松竹） - 小磯泰子
- その人は女教師（1970年、東宝）
- 誰かさんと誰かさんが全員集合!!（1970年、松竹） - マドンナ
- 内海の輪（1971年、松竹）
- 婉という女（1971年）
- さらば掟（1971年）
- 黒の斜面（1971年、松竹）
- 嫉妬（1971年、松竹）
- 沈黙 SILENCE（1971年、表現社 / マコインターナショナル） - 菊 / モニカ ※二役
- その人は炎のように（1972年、東宝）
- 辻が花（1972年、松竹）
- 流れの譜 第1部・動乱（1974年、松竹）
- 必殺仕掛人 春雪仕掛針（1974年、松竹）- 猿塚の千代 役
- 卑弥呼（1974年）
- 桜の森の満開の下（1975年、東宝）
- はなれ瞽女おりん（1977年）
- 鬼畜（1978年、松竹）
- 聖職の碑（1978年）
- 雲霧仁左衛門（1978年、松竹）
- 悪霊島（1981年）
- 鬼龍院花子の生涯（1982年）
- 疑惑（1982年、松竹）
- この子の七つのお祝いに（1982年）
- 迷走地図（1983年、松竹）
- 北の螢（1984年、東映 / 俳優座映画放送） - 中村ゆう
- 瀬戸内少年野球団（1984年）-穴吹トメ
- 魔の刻（1985年）[20]
- 聖女伝説（1985年）
- 食卓のない家（1985年）
- 極道の妻たち シリーズ（1986年 - 1998年に製作された10作品の内8作品に出演）
  - 極道の妻たち（1986年） - 主演・粟津環
  - 極道の妻たち 最後の戦い（1990年） - 主演・瀬上芙有
  - 新極道の妻たち（1991年） - 主演・藤波加奈江
  - 新極道の妻たち 覚悟しいや（1993年） - 主演・野木安積
  - 新極道の妻たち 惚れたら地獄（1994年） - 主演・村木芙由
  - 極道の妻たち 赫い絆（1995年） - 主演・堂本きわ
  - 極道の妻たち 危険な賭け（1996年） - 主演・洲崎香矢
  - 極道の妻たち 決着（1998年） - 主演・井出春日
- 近松門左衛門 鑓の権三（1986年、松竹） ※第36回ベルリン国際映画祭銀熊賞 (芸術貢献賞)受賞作品
- 桜の樹の下で（1989年）
- 少年時代（1990年）
- 陽炎（1991年）
- 子連れ狼 その小さき手に（1993年）
- 写楽（1995年）
- 鬼平犯科帳 劇場版（1995年）
- 霧の子午線（1996年）
- 風のかたみ（1996年）
- 瀬戸内ムーンライト・セレナーデ（1997年、松竹 / オフィス・トゥ・ワン / フジテレビ）
- お墓がない!（1998年）
- 梟の城（1999年）
- スパイ・ゾルゲ（2003年） - 岩下自身が初めて監督を務めたメイキング映画『わが心の「スパイ・ゾルゲ」』も後に発表した[21]。
- あかね空（2007年、角川ヘラルド） - おしの
- 七人の秘書　THE MOVIE（2022年） - ナレーション

### テレビドラマ
- バス通り裏（1958年 - 1963年、NHK総合） ※女優デビュー作
- サンヨーテレビ劇場 風立ちぬ（1958年、KR）
- 花いちもんめ（1968年、フジテレビ） - 冴子 役[22][23]
- いわぬが花（1974年4月、フジテレビ）
- 氷紋（1974年10月、よみうりテレビ・テレパック）
- 東芝日曜劇場（TBS）
  - 冬の時刻表（1975年3月9日、CBC） - 阿部宮木  ※第23回日本民間放送連盟賞娯楽番組部門優秀賞[24][25]
  - 夢のながれ（1976年10月17日、CBC） - 九条郷子 役
- 晩秋（1975年7月、よみうりテレビ）
- さよならの夏（1976年、よみうりテレビ・テレパック）
- 近眼ママ恋のかけひき（1977年6月25日 - 7月23日、日本テレビ）
- 大河ドラマ（NHK総合）
  - 草燃える[26]（1979年） - 北条政子 役
  - 独眼竜政宗（1987年） - 義姫(お東の方)→保春院
  - 葵 徳川三代（2000年） - お江
- 額田女王（1980年、テレビ朝日系列） - 額田女王
- さよならお竜さん（1980年、毎日放送・松竹芸能）
- 早春スケッチブック（1983年、フジテレビ）
- 女たちの大坂城（1983年、よみうりテレビ／三船プロ） - 茶々
- 火曜サスペンス劇場（日本テレビ）
  - 幻の罠（1982年6月1日、トリッセンエンタープライズ） - 酒井三津枝
  - 軽蔑（1984年10月9日、三船プロ） - 神原美和
  - 王女の涙（1988年10月、東宝） - 主演
- 松本清張サスペンス・足袋（1986年、フジテレビ） - 津田京子
- 気ままな女シリーズ 奥さまの秋恋物語（1987年11月26日・12月3日、テレビ朝日）- 主演
- TBS大型時代劇スペシャル（TBS）
  - 徳川家康（1988年） - 高台院
  - 源義経（1990年） - 平時子
  - 武田信玄（1991年） - 大井の方
  - 平清盛（1992年） - 常盤御前
  - 天下を獲った男 豊臣秀吉（1993年） - 勧修寺前子
- 大忠臣蔵（1989年、テレビ東京）- 大石りく
- 花の降る午後（1989年、NHK総合、原作：宮本輝）
- 月曜ドラマスペシャル ドラマ特別企画 代議士の妻たちスペシャル（1993年、TBS） - 緑川美都子
- サスペンス明日の13章　第7話　小さな王国　女教師を狙う悪魔の転校生（1993年、関西テレビ）-貝島昌子
- 悪魔のKISS（1993年、フジテレビ） - 佐渡由美子
- 夜に抱かれて（1994年、日本テレビ）
- 遠い親戚 近くの他人?（1999年、NHK総合)
- 本家のヨメ（2001年、日本テレビ）
- 女と愛とミステリー 優雅な悪事シリーズ（テレビ東京） - 原口頼子 
  - 「佐野洋サスペンス 優雅な悪事1」（2001年3月）
  - 「優雅な悪事2 京都華道家元連続殺人事件」（2003年5月）
- 月曜ミステリー劇場 検察官 沢木穂乃歌シリーズ（TBS） - 沢木穂乃歌 
  - 「検察官 沢木穂乃歌 レイプ被害者の叫び」（2002年5月）
  - 「検察官 沢木穂乃歌2 悪の断層」（2005年8月）
- 夏の日の恋〜Summer Time〜（2002年、NHK総合）
- あゝ離婚式（2004年、フジテレビ）
- 花嫁は厄年ッ!（2006年、TBS） - 安土幸恵 役[27]
- 忠臣蔵〜その男、大石内蔵助（2010年12月、テレビ朝日） - 大石りく
- トイレの神様（2011年1月5日、TBS） - 植村和嘉 役[28]
- 相棒 season12 第8話「最後の淑女」（2013年12月4日、テレビ朝日） - 江花須磨子
- アウトバーン マル暴の女刑事・八神瑛子（2014年8月9日、フジテレビ） - 劉英麗 役[29]
- ドクターX〜外科医・大門未知子〜 第3話（2014年10月23日、テレビ朝日） - 三原雅恵 [30]
  - ドクターX〜外科医・大門未知子〜 第5話（2019年11月14日、テレビ朝日） - 三原雅恵 [31]
- 鴨川食堂（2016年1月10日 - 2月28日、NHK BSプレミアム） - 来栖妙 [32]
- 七人の秘書（2020年、テレビ朝日） ‐ ナレーション/鈴木六都美
- まぐだら屋のマリア（2025年3月29日、NHK BSプレミアム4K） - 桐江怜子[33]

### その他のテレビ番組
- NHK紅白歌合戦（NHK総合・ラジオ第1）
  - 第15回（1964年12月31日） - 審査員
  - 第29回（1978年12月31日） - 審査員
  - 第45回（1994年12月31日） - 審査員

### 舞台
- オセロ（作：シェイクスピア、演出：浅利慶太） - デズデモーナ

### CM
- 日産自動車 『ブルーバード』（1975年）
- 藤沢薬品工業 『和服しょうのう』、『ルームピコレット』（1983年）
- 山之内製薬 『マーロックス』（1994年）
- 志摩スペイン村
- ノダ
- 加藤美蜂園本舗 『さくら印のハチミツ』
- 日清食品 『ごんぶと』（ - 2002年）[34]
- 象印マホービン 「象印夫人」シリーズ（ - 2006年）[34]
- 日本メナード化粧品 『イルネージュ』『霊芝』（ - 2012年）[34]
- キッコーマン 『わが家は焼肉屋さん』（2003年）[34]
- フンドーキン醤油 「愛する人へ」（2010年）
- UQ mobile UQUEEN「先代登場編」（2022年）[35]

## レコード・CD

### シングル
- 『罪のように愛して』（作詞：有馬三恵子／作曲：坂田晃一。ビクター。1973年7月発売）
- 『18才の彼』（作詞：岩谷時子／作曲：ポール・モーリア／編曲：若松正司。オリコンチャート最高位85位。キングレコード。1975年3月10日発売）sinner-yangによると「新宿二丁目に行けば知らない人はいない曲」だという[36]。

### アルバム
- 『美しい日本の私 -追悼・川端康成-』（川端康成の肉声。岩下の『雪国』『伊豆の踊り子』『女であること』＜いずれも一部＞の朗読。DENON。1972年発売）
- 『炎のごとく』（岩下の歌とナレーションで構成されたアルバム。キングレコード。1975年発売。現在はCD化されている）
- 『岩下志麻のナレーションで綴る　石原裕次郎・八代亜紀ナイトクラブムード』（LPで発売。現在はCD化されている）
- 『特別な他人』落合恵子の詩を朗読。BGMは石黒ケイ、丹羽応樹、谷山浩子、渋谷祐子、八角朋子。LPで発売。CD化はされていない

## 著書
- 『鏡の向こう側に』主婦と生活社、1990年11月。ISBN 4-391-11291-4。
- 『岩下志麻のきもの語り』ブックマン社、2011年11月。ISBN 978-4-89308-747-8。写真集も兼ねる。
- 『岩下志麻という人生 いつまでも輝く、妥協はしない』共同通信社、2012年3月。ISBN 978-4-7641-0644-4。立花珠樹との共著。
- 『美しく、狂おしく 岩下志麻の女優道』文藝春秋、2018年2月。ISBN 978-4-16-390778-9。春日太一との共著。
  - 『美しく、狂おしく 岩下志麻の女優道』文藝春秋〈文春文庫〉、2021年6月。ISBN 978-4-16-791710-4。

## 論文
- 国立情報学研究所収録論文 国立情報学研究所

## 写真集
- 『時の彼方へ』（撮影：谷口征。大陸書房）
- 『岩下志麻』（撮影：谷口征。愛宕書房）
- 『芸術の奴隷になることに決めた』岩下志麻写真集(2020年）

## ビデオ
- 岩下志麻 フィレンツェの光と影 （※岩下自身のイメージビデオ。30分。監督：井上昭。大陸書房）

## 関連書籍
- 秋山庄太郎『麗しの銀幕スタア』小学館
- 三上真一郎『巨匠とチンピラ　小津安二郎との日々』文藝春秋、2001年
- 松竹株式会社 編『小津安二郎新発見』（講談社、1993年） ISBN 4-06-206681-5
- 『「20世紀を輝いた美女たち」スター青春グラフィティ 池谷朗 〈昔〉写真館』 ISBN 4-87709-374-5
- 春日太一 『美しく、狂おしく　岩下志麻の女優道』文藝春秋、2018年　2021年文庫　芸能生活60周年記念書籍で春日の岩下へのインタビューによる語りおろし。
- 松浦莞二・宮本明子『小津安二郎 大全』朝日新聞出版、2019年　インタビュー収録